# Fujiwara no Nagara
Fujiwara no Nagara (藤原長良, [[[802]] - 856] Erro: {{japonês}}: texto da transliteração contém caractere não latino (pos 17) (ajuda)) , também conhecido como Fujiwara no Nagayoshi , foi um estadista, membro da corte e político do início do período Heian da história do Japão. Foi avô do Imperador Yozei.

## Vida
Nagara foi o filho mais velho do Sadaijin Fujiwara no Fuyutsugu, uma figura poderosa na corte do imperador Saga.
O próprio Nagara também tinha a confiança de Ninmyō desde o tempo em que este ainda era príncipe herdeiro. No entanto, após  a ascensão ao trono de Ninmyō, o avanço de Nagara foi ultrapassado por seu irmão mais novo Fujiwara no Yoshifusa. 
Nagara como seu pai serviu como diretor do kurōdo-dokoro (蔵人所) e Toku (督, Comandante) na Guarda Imperial, antes de se tornar sangi em 844, dez anos após seu irmão mais novo.
Em 850, o sobrinho de Nagara, o  Imperador Montoku assumiu o trono, e Nagara foi promovido a Shei shi i ka (正四位下, Oficial júnior do quarto escalão) e, em seguida, Ju san mi (従三位, Oficial do terceiro escalão), e em 851 para Sho san-mi (正三位, Ministro do terceiro escalão) . No mesmo ano, porém, Nagara foi ultrapassado mais uma vez por um outro irmão Fujiwara no Yoshimi, mais de dez anos mais jovem, que fora promovido a Chūnagon. Em 854, quando Yoshimi foi promovido a dainagon , Nagara foi promovido para preencher a sua antiga posição de Chūnagon . Em 856 ele foi promovido a Sho ni i (正二位, Ministro de segundo escalão), mas morreu pouco depois, aos 54 anos de idade.
Nagara foi postumamente promovido a Sho ichi i (正一位, Ministro do primeiro escalão) e ao cargo de Sadaijin , e novamente em 879 a Daijō Daijin.